# 欽廉地區
欽廉，又叫欽廉地區、廣西沿海地區，是位於兩廣的一個地方，地處廣東粵西以西、廣西東南部與越南北部的交界位置，南抵北部湾、北抵十万大山與南宁市橫州對望、東北以六萬大山與玉林市交界、東南與湛江安鋪鄰接、西靠北侖河與越南接壤。該地歷史上隸屬於广东省的廉欽道，現今由广西壮族自治区的北海市、钦州市和防城港三個地市負責管轄。

## 民系
欽廉人主要分佈於廣東、廣西、香港、澳門、臺灣及越南、新加坡、美國、法國、澳大利亞、加拿大等地方，總人數有800萬（中國大陸600萬，海外200萬），一說超過1000萬。
許多海外欽廉僑裔居住在越南，構成了越南華族的主要部分之一，其中可分為明末來到越南的明鄉人、因中越劃界而並入越南的原防城人以及近代赴越的華人移民。

## 名人
- 馮子材
- 劉永福